# Hippoglossus
Hippoglossus is een geslacht van straalvinnige vissen uit de familie van de schollen (Pleuronectidae) uit de orde van platvissen (Pleuronectiformes).

## Soorten
- Hippoglossus hippoglossus (Linnaeus, 1758) – Heilbot
- Hippoglossus stenolepis Schmidt, 1904 – Pacifische heilbot